# Evince
Evince är en dokumentvisare för GNOME som bland annat kan visa PDF, PostScript, TIFF och DjVu. Det finns även stöd för att visa bilder, dessutom för att läsa dessa från vanliga arkivformat för scannade serietidningar. Programmet kan visa tumnaglar och innehållsförteckningar, söka och markera text i dokument.
Programmet uppstod som en fork av Gpdf kring nyåret 2005. Programmet använder programbiblioteket Poppler (som i sin tur bygger på Xpdf) för att visa PDF-filer.
Evince är fri programvara och licensen är GPL.